# Platypalpus testaceus
Platypalpus testaceus är en tvåvingeart som beskrevs av Philippi 1865. Platypalpus testaceus ingår i släktet Platypalpus och familjen puckeldansflugor. Inga underarter finns listade i Catalogue of Life.